# Hrastov Dol
Hrastov Dol este o localitate din comuna Ivančna Gorica, Slovenia, cu o populație de 105 locuitori.